# Ectemnonotum bitaeniatum
Ectemnonotum bitaeniatum är en insektsart som beskrevs av Schmidt 1911. Ectemnonotum bitaeniatum ingår i släktet Ectemnonotum och familjen spottstritar. Inga underarter finns listade i Catalogue of Life.